# Распределение по размерам пор
Распределение по размерам пор (частиц) (англ. size (pore, particle) distribution) — зависимость количества (объема, массы) частиц или пор от их размеров в исследуемом материале и кривая (гистограмма), описывающая эту зависимость.

## Описание
Распределение по размерам отражает дисперсность системы. В случае, когда кривая распределения имеет вид острого пика с узким основанием, т. е. частицы или поры имеют почти одинаковый размер, говорят о монодисперсной системе. Полидисперсные системы характеризуются кривыми распределения, имеющими широкие пики с отсутствием четко выраженных максимумов. При наличии двух и более отчетливо выраженных пиков распределение считается бимодальным и полимодальным соответственно.
Основными методами исследования распределения частиц по размерам являются статистическая обработка данных оптической, электронной и атомно-силовой микроскопии, а также методы динамического светорассеяния и анализа кривых седиментации. Исследование распределения пор по размерам проводится, как правило, при помощи анализа изотерм адсорбции с использованием модельной зависимости размера мезопор от давления равновесного газа над ними (модель Барретта–Джойнера–Халенда, метод BJH).
Распределение частиц (пор) по размерам является результатом интерпретации экспериментальных результатов и зависит от метода и принятой модели, поэтому кривые распределения, построенные по данным различных методов определения размера частиц (пор), их объёма, удельной поверхности и т.п., могут отличаться друг от друга.